# Pouya Saraei
 (novembre 2022).
Pouya Saraei (en persan : پویا سرایی), né le 18 avril 1983 à Téhéran en Iran, est un compositeur iranien et joueur de santour. 

## Biographie
Il a commencé à jouer du santour à l'âge de sept ans. Il a également été instrumentiste santour dans le projet Simorq,.
Saraei joue du santour dans l'album Morgenstund, sorti en 2019, composé par Schiller, groupe allemand, qui a atteint la première place du classement officiel des albums allemands,,,.
La rhapsodie pour orchestre symphonique Zayandeh-Roud composée par Saraei a été publiée par le service allemand de streaming musical IDAGIO.

## Discographie notable
- Ey jane jan bi man maro (avec Homayoun Shadjarian)
- Au nom de la rose rouge (chantée par Salar Aghili)
- Autant que possible sur Les Modes (soliste) (Navona Records)
- Gahi segahi (comme compositeur) interprété par Mohammad Motamed
- À Sare Sodaei (comme compositeur) avec Pejman Hadadi
- Hafez (comme compositeur) (interprété par Sadegh Sheikhzade)[9]

## Distinctions
En 2022, Saraei reçoit une médaille d'argent des Global Music Awards pour la composition du titre Boghz.